# Erieye

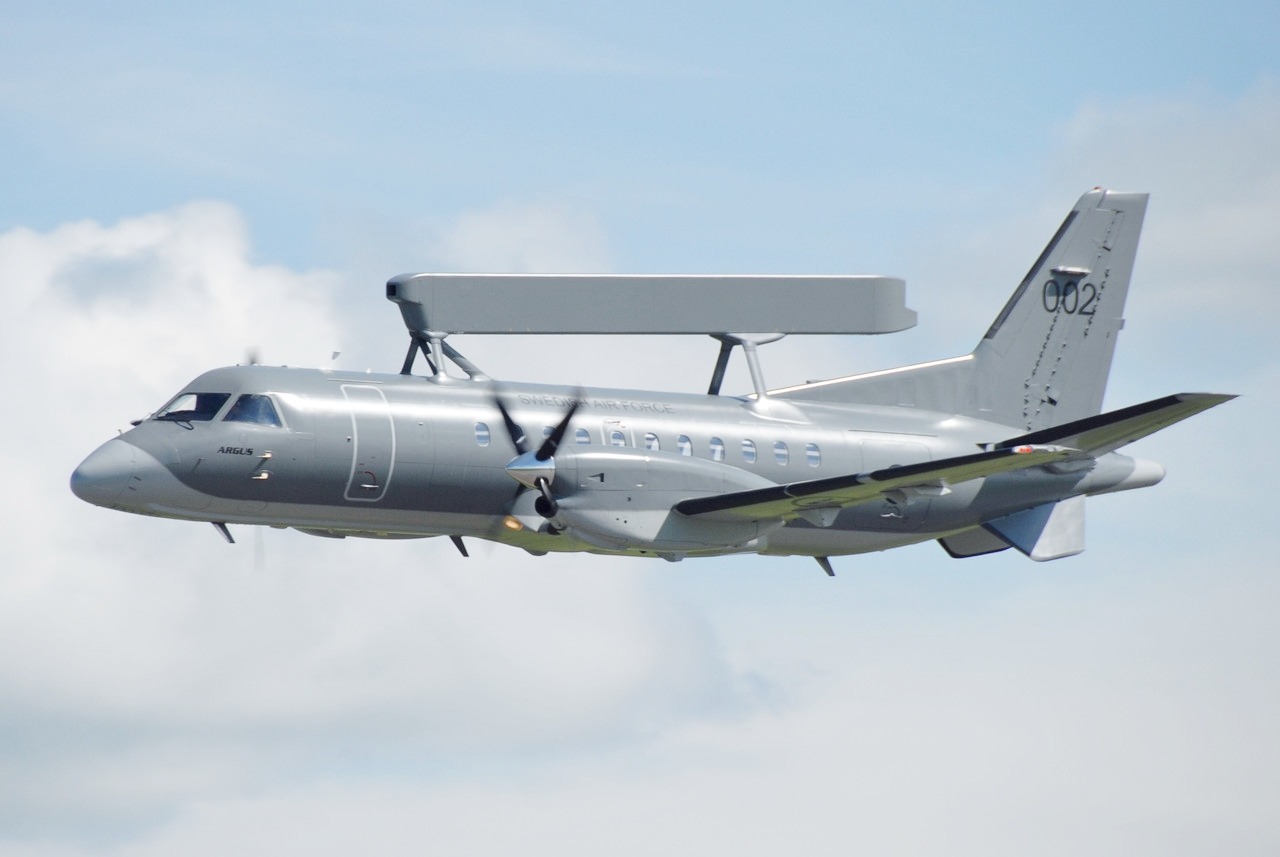
El Saab 340 AEW&C es un Saab 340 equipado con el sistema Erieye.

El sistema de radar Erieye, es un sistema de alerta temprana y control aerotransportado (AEW&C) desarrollado por la compañía sueca Saab Microwave Systems (antes Ericsson Microwave Systems). Está basado en el radar activo de barrido electrónico (AESA). El Erieye es usado en varias aeronaves de peso medio como plataforma, para misiones de vigilancia y avión radar guía de ataque tipo AWAC, como el Embraer E-99 o EMB-145 brasileño. Recientemente fue implementado en el avión Saab 2000 y en el Bombardier Global 6000 con el nombre de GlobalEye.

## Diseño
Es un sistema de Radar Plano Radar AESA de alta tecnología, que puede ser instalado sobre el fuselaje central de un avión de peso medio y jet privado, para misiones de patrulla sobre el mar y ampliar la capacidad de operación de los aviones de combate; puede detectar múltiples objetivos enemigos, enviar la información a la Base de Comando en tierra, para enviar a los aviones de interdicción aérea, combate aéreo y ataque naval, la posición de los aviones enemigos, barcos y objetivos detectados en los lugares remotos del país.

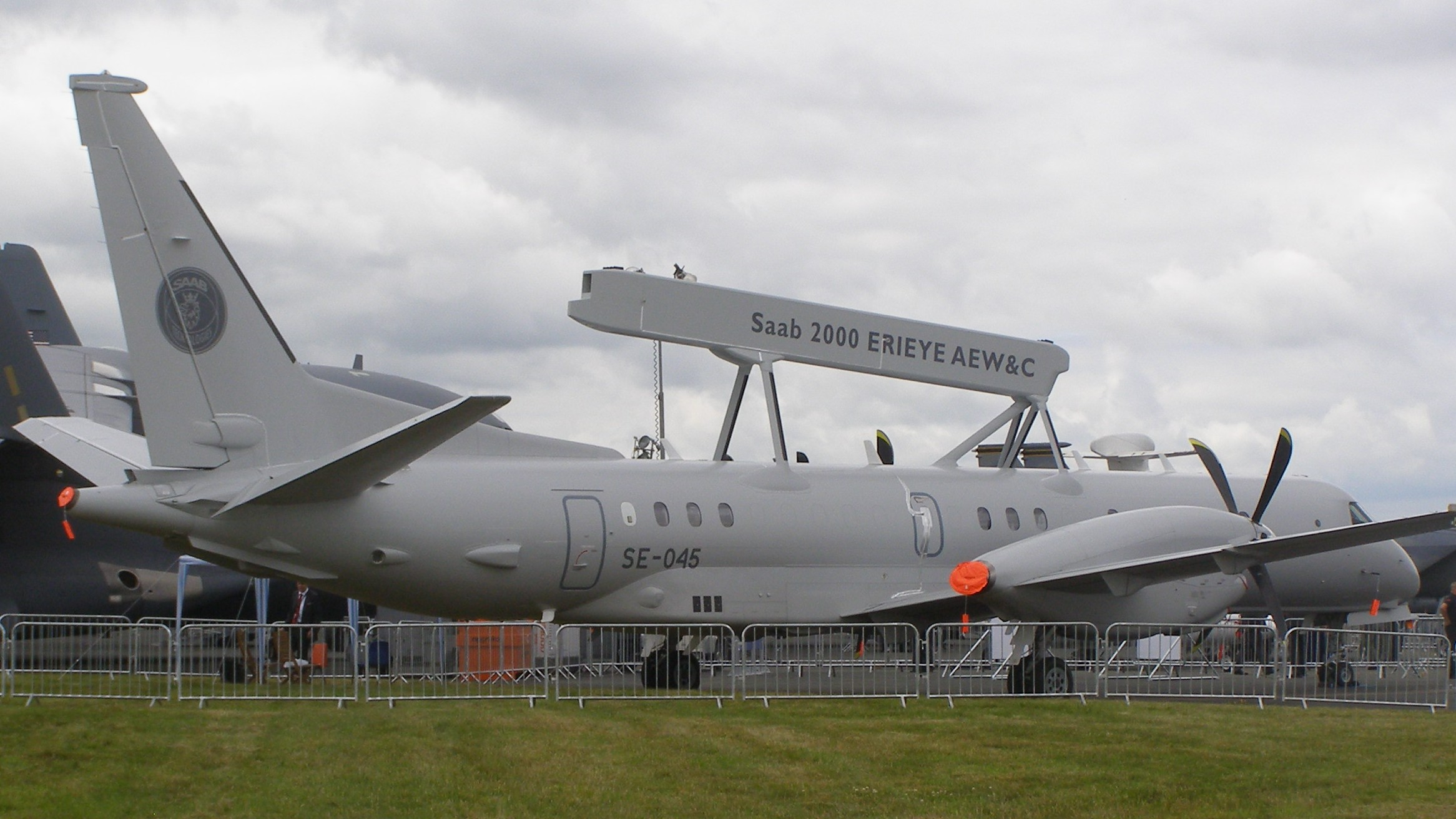
El Saab 2000 Erieye AEW&C, desarrollado para la Fuerza Aérea de Pakistán, expuesto en el Farnborough Airshow de 2008.

Puede detectar el ataque de misiles, barcos, helicópteros y aviones de combate enemigos, para extender el área de operación del "Ala de combate", al tener mayor capacidad para detectar objetivos enemigos a más de 300 kilómetros de distancia, superando la capacidad de rastreo de los radares equipados en los aviones de combate convencionales en el radomo delantero de la aeronave, que son de menor tamaño, alcance y capacidad, y poder colaborar en las misiones de vigilancia marítima, lucha contra el narcotráfico, terrorismo, contrabando, migración ilegal y mantener la soberanía del mar territorial, en países que tengan territorios de ultra mar que necesiten defender y extiende la capacidad de los radares convencionales de la base de comando aéreo del país que los opera.
Este nuevo sistema de vigilancia y alerta temprana, conformado por un moderno Radar AESA, instalado sobre el fuselaje de un avión militar, pueda producir numerosos "sub-haces" y detectar, un número mayor de objetivos enemigos; los transmisores de estado sólido de esta nueva generación de radares, instalados a los costados de un panel plano y aerodinámico, sobre el fuselaje central del avión, son capaces de transmitir con eficacia en una gama mucho más amplia de frecuencias, con la capacidad para cambiar su frecuencia de funcionamiento, con cada pulso enviado por el radar, para que su señal de radar no pueda ser detectada por el enemigo, también pueden producir rayos que consisten en muchas frecuencias diferentes a la vez, para tener la capacidad de formar múltiples haces y escanear diferentes lugares en el cielo, sin necesidad de tener una base motorizada de dirección mecánica, para girar la antena convencional y poder rastrear, solo una parte del cielo con cada giro de la antena, como los radares convencionales de una generación anterior.
Las ondas múltiples y las frecuencias de barrido, de este nuevo sistema de Radar AESA, crean múltiples dificultades, para la tradicional defensa de detectores de radar de los aviones de combate y barcos de guerra, para una baja probabilidad de intercepción de la señal emitida por este nuevo sistema de radar, porque el receptor de la señal de radar, tiene siempre una ventaja sobre el sistema de radar, en términos de alcance, siempre será capaz de detectar la señal de radar que trata de detectarlo "iluminarlo", mucho antes de que la estación de radar, pueda ver el objetivo del eco de radar, que retorna de la señal original de radar que envió primeramente. 

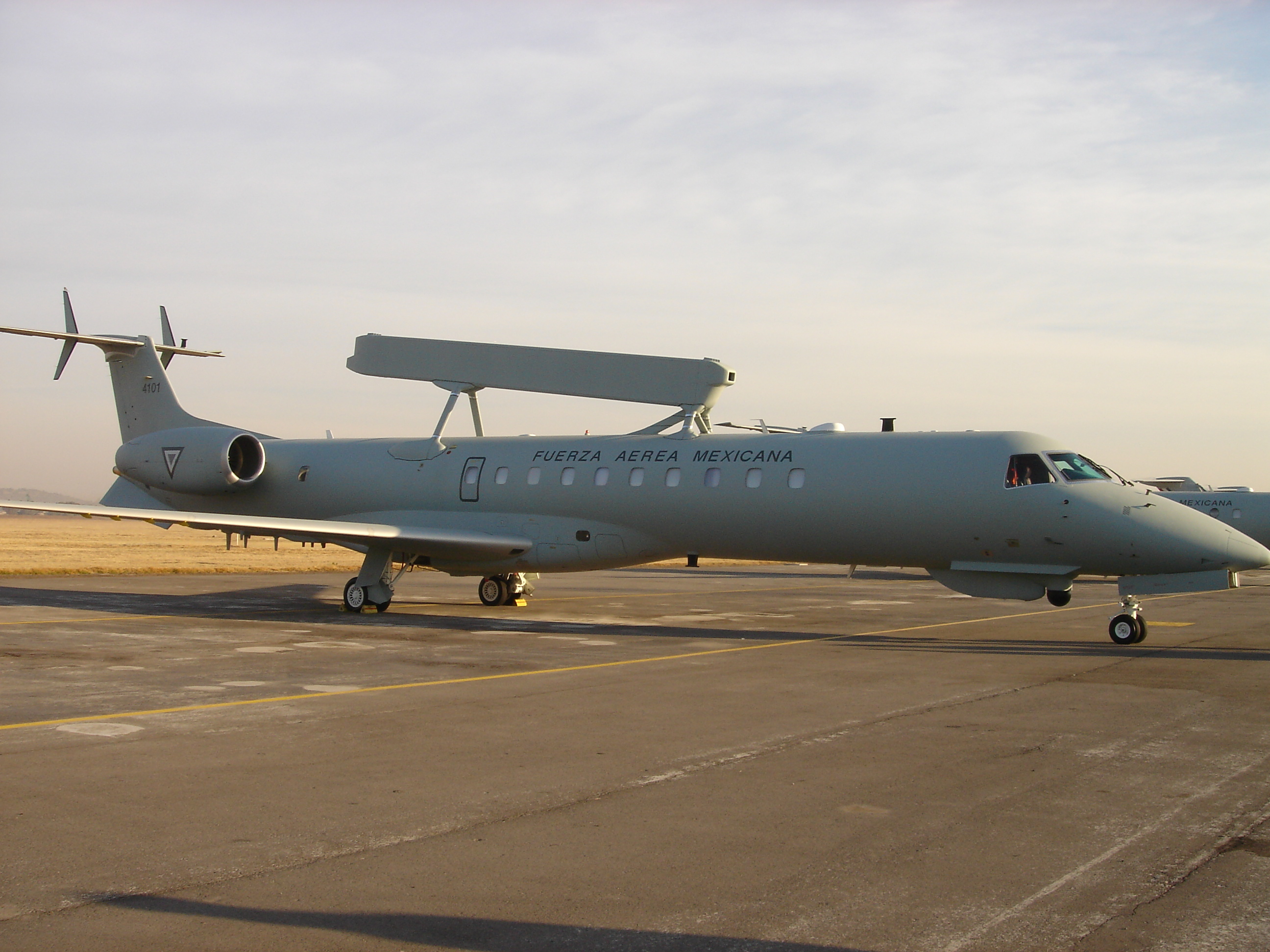
Embraer E-99.

Desde la posición del radar, es muy útil la información de un ataque enemigo, en esta nueva plataforma AESA, superando a los sistemas de radares anteriores, que en general tienen que girar con un pesado motor y son de pequeño tamaño, instalados en el radomo delantero de un avión de combate, son muy limitados en su capacidad para detectar múltiples objetivos enemigos, solamente podrían hacerlo a pocos kilómetros de distancia de los aviones enemigos y con un ángulo limitado a los costados.
Cuando el sistema de radar detecta una amenaza en la parte delantera del avión, automáticamente gira la nave hacia el costado, para que la parte plana del radar, instalada en forma longitudinal a la nave, a lo largo del fuselaje central, pueda utilizar la mayor cantidad de elementos y detectar los objetivos enemigos, a una gran distancia del lugar donde la aeronave está patrullando y con un gran ángulo de detección, a más de 300 kilómetros de distancia, para evitar ser atacado por aviones de combate enemigos y misiles lanzados desde barcos de guerra enemigos.

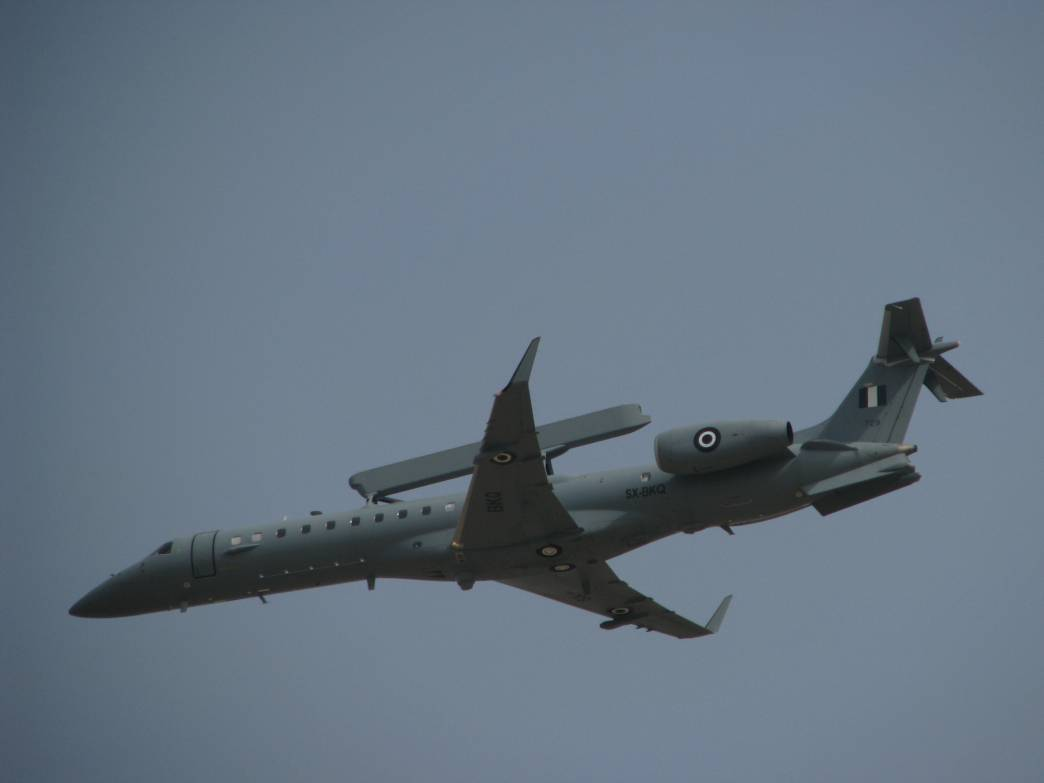
Embraer E-99 de la Fuerza Aérea Griega en vuelo con un "Radar AESA" sobre el fuselaje.

La aeronave que transporta este moderno sistema de radar mantiene un vuelo paralelo a la zona de batalla, manteniendo un curso permanente en línea recta, volando durante varios kilómetros y luego, gira nuevamente de regreso varias veces para no alejarse de la zona que mantiene vigilada, el objetivo detectado, avión o barco enemigo, y para permitir que el otro costado plano del radar, instalado al reverso del radar sobre el fuselaje de la nave, pueda ser activado nuevamente, informar a la base de comando en tierra la posición de los objetivos enemigos detectados por el radar y también puede mantener activos los dos radares al mismo tiempo, instalados uno al reverso del otro, en una superficie plana sobre el fuselaje de la nave, para rastrear una zona mayor a los dos costados de la nave, como en el avión de vigilancia Saab 340 AEW&C (Airborne Early Warning and Control), para poder operar como un "Avión Radar" tipo Alerta temprana y control aerotransportado, una plataforma económica de un avión AWACS (Airborne Warning and Control System), comparable al afamado avión de vigilancia naval Grumman E-2 Hawkeye y puede realizar también las mismas funciones que el "Avión Radar" Boeing E-3 Sentry de mayor tamaño, peso y costo.

## Operadores
Brasil
- Fuerza Aérea Brasileña: 5 Embraer R-99A Erieye AEW&C.

 Emiratos Árabes Unidos
- Fuerza Aérea de los Emiratos Árabes Unidos: 2 Saab 340 Erieye encargados.[1]

 Grecia
- Fuerza Aérea Griega: 4 Embraer R-99A Erieye AEW&C.

 México
- Fuerza Aérea Mexicana: 1 Embraer R-99A Erieye AEW&C.

 Pakistán
- Fuerza Aérea de Pakistán: 1 Saab 2000 Erieye AEW&C.[2] 3 a ser entregados en el 2010.[3]

 Suecia
- Fuerza Aérea Sueca: 4 S-100B Argus AEW&C.

 Tailandia
- Real Fuerza Aérea Tailandesa: 1 S-100B Argus (Saab 340 equipado con Erieye) encargado, uno más opcional. Será entregado en 2010.[4][5]

## Especificaciones
- Introducido: 1996
- Tipo: Radar de impulsos Doppler activo de barrido electrónico (AESA) multimodo.
- Frecuencia: Banda S
- Alcance: 450 km
- Altitud: > 20 km (> 65.000 ft)
- Acimut: 150° a cada lado.